# لورنزو کاسیلانزا
لورنزو کاسیلانزا (انگلیسی: Lorenzo Caccialanza؛ زادهٔ ۲۸ ژانویهٔ ۱۹۵۵) بازیگر، بازیکن فوتبال، و بازیگر تلویزیون اهل ایتالیا است.
از فیلم‌ها یا برنامه‌های تلویزیونی که وی در آن نقش داشته‌است می‌توان به جان‌سخت اشاره کرد.